# Arbitrovaný protokol
Arbitrovaný protokol je protokol, který kromě komunikujících stran potřebuje ještě třetí stranu (arbitra, soudce), které oba komunikující důvěřují. Příklad: odesílatel (anglicky sender) chce příjemci (ang. receiver) dokázat, že zná odpověď na otázku, ale nechce mu ji sdělit. Sdělí tedy tuto odpověď arbitrovi, a ten sdělí příjemci, zda odpověď zná, či nikoli. Protokol je založen na důvěře obou stran arbitrovi (věří, že tajná informace nebude sdělena a zároveň, že arbitr bude nestranný).
Jiné arbitrované protokoly mohou být navržené tak, že arbitr spolu s jednou ze stran podvádět nemůže.